# Minorité tcherkesse d'Israël
La minorité tcherkesse d’Israël (Израилым ис Адыгэхэр en adyguéen, הצ'רקסים בישראל en hébreu) est constituée des descendants des Tcherkesses installés en Palestine à la fin du XIXe siècle. Ils forment une partie de la diaspora tcherkesse qui s’est constituée après le nettoyage ethnique des Circassiens par les Russes, à la fin de la longue guerre contre la Russie. Cet évènement est commémoré chaque 21 mai. Originaires du Nord du Caucase, les Tcherkesses d’Israël ont maintenu la pratique de leur langue maternelle, l’adyguéen, et de nombre de leurs traditions, gardant une identité ethnique forte. Au nombre de 4 000 en Israël, la plupart sont musulmans sunnites. Ils ne vivent que dans deux villages de Galilée, Kfar Kama et Reihaniya. Les Tcherkesses sont une des trois minorités d’Israël dont les jeunes hommes sont soumis au service militaire obligatoire (avec les Druzes, et les Araméens). Ayant toujours maintenu de bonnes relations avec les Juifs puis les Israéliens, ils restent soumis, comme non-juifs, à des discriminations de la part de la société et de l’État israéliens. Isolée, la communauté tcherkesse d’Israël a pu depuis le développement des outils numériques renforcer ses liens avec les Tcherkesses de la diaspora.

## Histoire

### Période ottomane

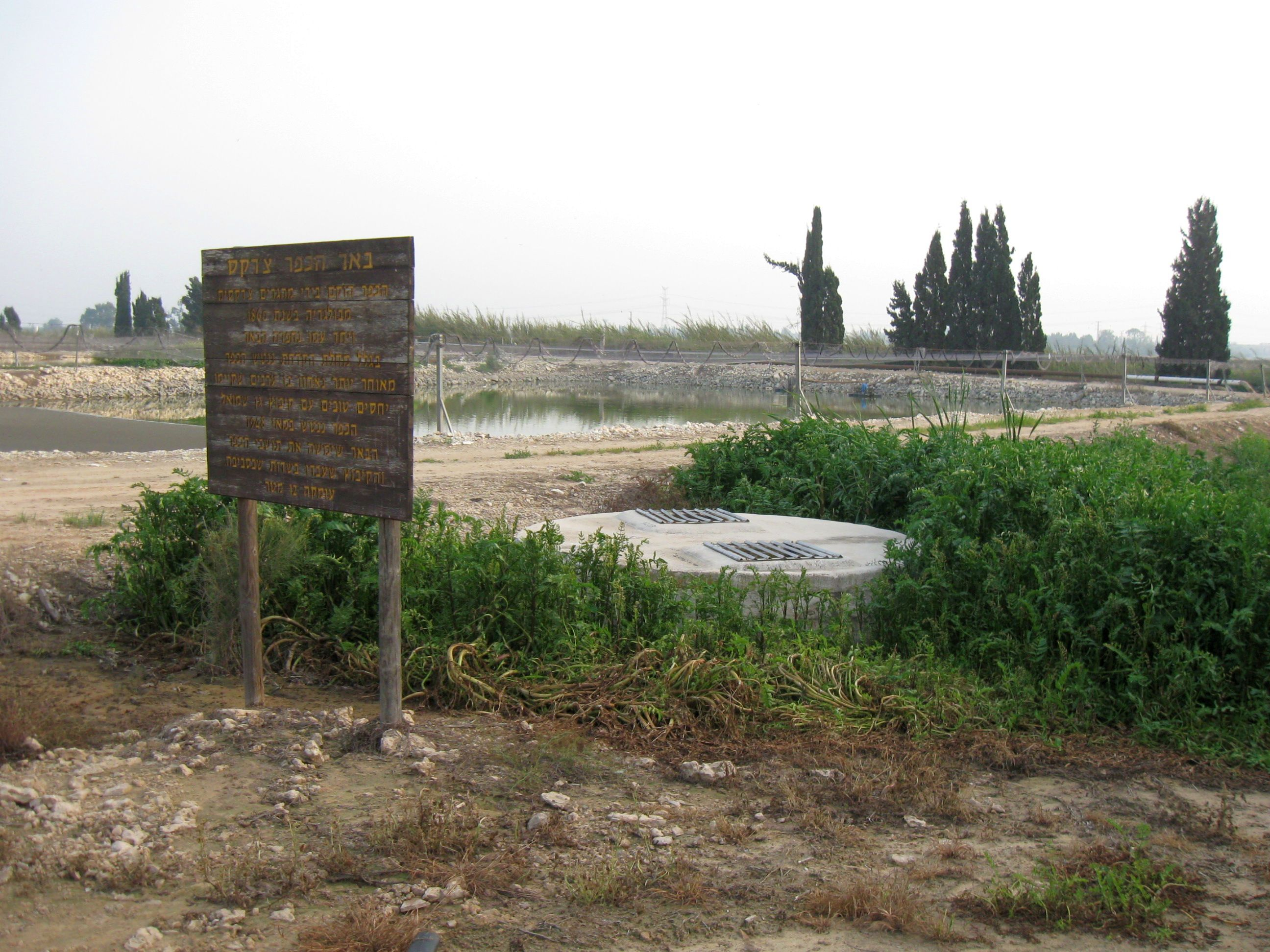
Site du village tcherkesse de Khirbet Çerkes établi dans les années 1870, abandonné à cause de la malaria.

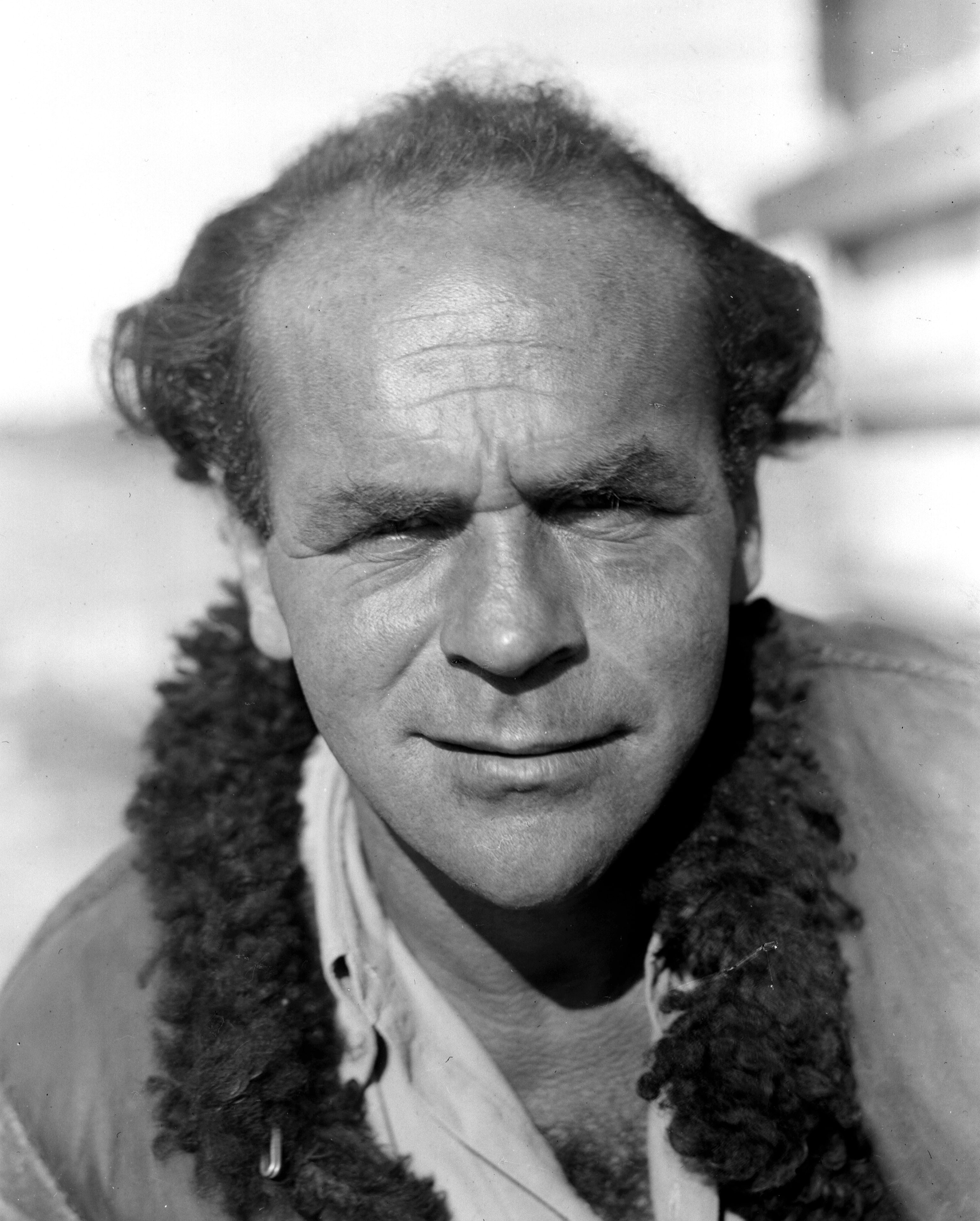
Un Tcherkesse en 1938.

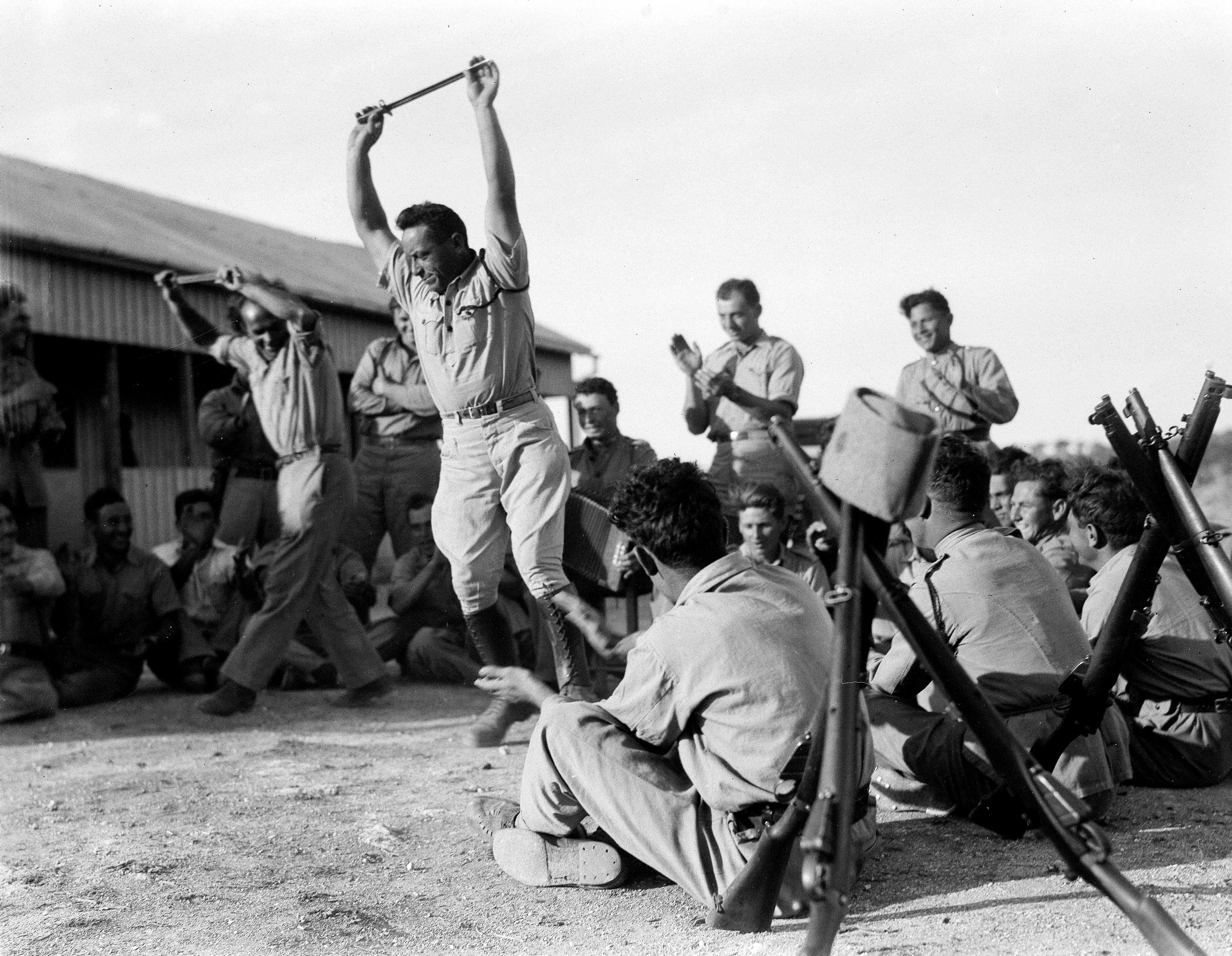
Soldats tcherkesses dansant après les entraînements (décembre 1938).

La Circassie a été une terre chrétienne pendant environ un millénaire, mais du XVIe au XIXe siècle, les Tcherkesses se sont convertis à l’islam sous l’influence des Tatars de Crimée et des Turcs ottomans. Ils arrivent dans le Moyen-Orient après leur expulsion de la Circassie, dans le Nord-Ouest du Caucase, après plusieurs décennies de guerre contre les Russes et le nettoyage ethnique des Russes contre les Tcherkesses survenu en 1864. La plupart furent accueillis par l’empire ottoman qui comptait se servir de ces populations musulmanes depuis peu pour contrebalancer les velléités indépendantistes des chrétiens des Balkans. Il installe ainsi les Tcherkesses dans des colonies militaires mais, en 1878, le traité de Berlin accorde leur indépendance à la Bulgarie, à la Serbie et au Monténégro, et la Bosnie-Herzégovine est confiée à l’Autriche-Hongrie. Les Tcherkesses implantés dans ces territoires moins de quinze ans plus tôt doivent à nouveau partir.
Un groupe est dirigé vers la Palestine afin de servir l’empire en séparant les Druzes du Golan de ceux du Djebel druze. C’est l’origine de la minorité tcherkesse en Syrie (en). Après un embarquement à Salonique et une escale à Chypre, ils débarquent à Acre et Qisarya.
Les Tcherkesses créent trois villages dans l’actuel Israël, Kfar Kama (à 20 km au sud-ouest de Tibériade) en 1876, Reihaniya (14 km au nord de Safed) en 1878, et Khirbet Çerkes, près d’Hadera. Le but de l’empire est là aussi d’utiliser les Tcherkesses comme tampon entre les Druzes et les Bédouins ; il évite de les installer au milieu des Maronites, ce qui aurait pu soulever des problèmes diplomatiques,. Une douzaine de villages sont aussi créés sur le Golan : Mansourah, Qouneitra, Surmam (arabisé en Adnaniye), Ein al-Ziwan, Modariye, Ein Eisha, Momsiye (arabisé en Ghasaniye), Bir Ajam, Beriqa, Fa'ham, Khuchniye, Djuwiza, et Kfar Kama et Reihaniya proches de cet ensemble. Des tribus ossètes, turkmènes et tatares sont aussi installées à proximité.
Dans un premier temps, les Tcherkesses sont placés face à plusieurs défis. Ils sont installés sur des pâturages utilisés par les Bédouins Beni Fadel, qui les voient aussi comme des agents des Ottomans placés ici pour saper leur autonomie ; le nationalisme arabe les considère de manière soupçonneuse : les coutumes tcherkesses, comme les danses où femmes et hommes dansent en présence les unes des autres, choquent les Arabes. À cette époque, l’administration ottomane de la région était réduite et peu présente, et il était fréquent que des conflits armés opposent les Bédouins, les Druzes et les Tcherkesses, l’armée ottomane intervenant peu ou pas. Ces conflits se prolongent jusqu’au milieu du XXe siècle mais les conflits entre Tcherkesses et Bédouins ont été vite abandonnés par les deux communautés. La communauté tchétchène, arrivée en même temps que les Tcherkesses, fut presque anéantie par les maladies, la guerre et les destructions vers 1880. Cependant, dans le nord de la Palestine, les Tcherkesses ont pu se maintenir et les voyageurs européens louaient leur méthodes agricoles avancées et leur compétence dans l’élevage.
Peu après leur arrivée, les Tcherkesses sont mobilisés pour le service militaire dans l’armée ottomane.
Depuis l’époque ottomane, les Tcherkesses sont toujours restés entre eux, ont maintenu leur identité différente, ayant leurs propres tribunaux, dans lesquels ils ne toléraient aucune influence extérieure ; plusieurs voyageurs notent qu’ils aspiraient toujours à retourner dans leur patrie. Les premières colonies juives en Palestine sont implantées à proximité des villages tcherkesses : c’est le cas de Rosh Pina, à 11 km de Reihaniya, en 1878, et de Mashka (Kfar Tabor), en 1901, à 5 km de Kfar Kama, et de Sejera (Ilania), à 12 km de Kfar Kama. Ces premiers établissements sont symboliquement et historiquement importants : le fondateur du Palmach, Yigal Allon, y est né, David Ben Gourion y a travaillé, la Hashomer y est fondée. Enfin, le premier kibboutz, Ein Harod, est fondé à 30 km de Kfar Kama. Les relations étaient bonnes avec les Juifs, le russe étant une langue commune (les Juifs venant de Russie étant installés principalement par les Amants de Sion). Ils ont engagé des Tcherkesses pour protéger leurs colonies. Les deux peuples avaient aussi en commun une histoire d’exil. Lorsque des conflits ont éclaté entre Juifs et Arabes, les Tcherkesses ont la plupart du temps été neutres ou pro-Juifs.

### Mandat britannique
Le recensement de 1922 comptabilise 656 Tcherkesses en Palestine, dont 3 dans le district Sud, 9 dans le district de Jérusalem-Jaffa, et 641 dans le district Nord. La population progresse peu en raison de l’émigration des membres de ces communautés vers les communautés tcherkesses de l’actuelle Jordanie.
Les Tcherkesses de Palestine servent dans l’armée britannique, notamment les unités de garde-frontières : ces emplois sont importants dans l’imaginaire guerrier des Tcherkesses, contribuant à affirmer leur statut de combattant. Ils sont aussi importants pour les revenus supplémentaires qu’ils apportent. C’est de cette époque que date l’apprentissage de l’anglais par les Tcherkesses, rendu obligatoire par le colon britannique.
Le recensement de 1931 comptabilise 644 Tcherkesses à Kfar Kama et 211 à Reihaniya. En 1948, dernière année du mandat britannique, on compte environ 949 Tcherkesses en Palestine mandataire.

### Période israélienne

Soldat tcherkesse des FDI en 1950.

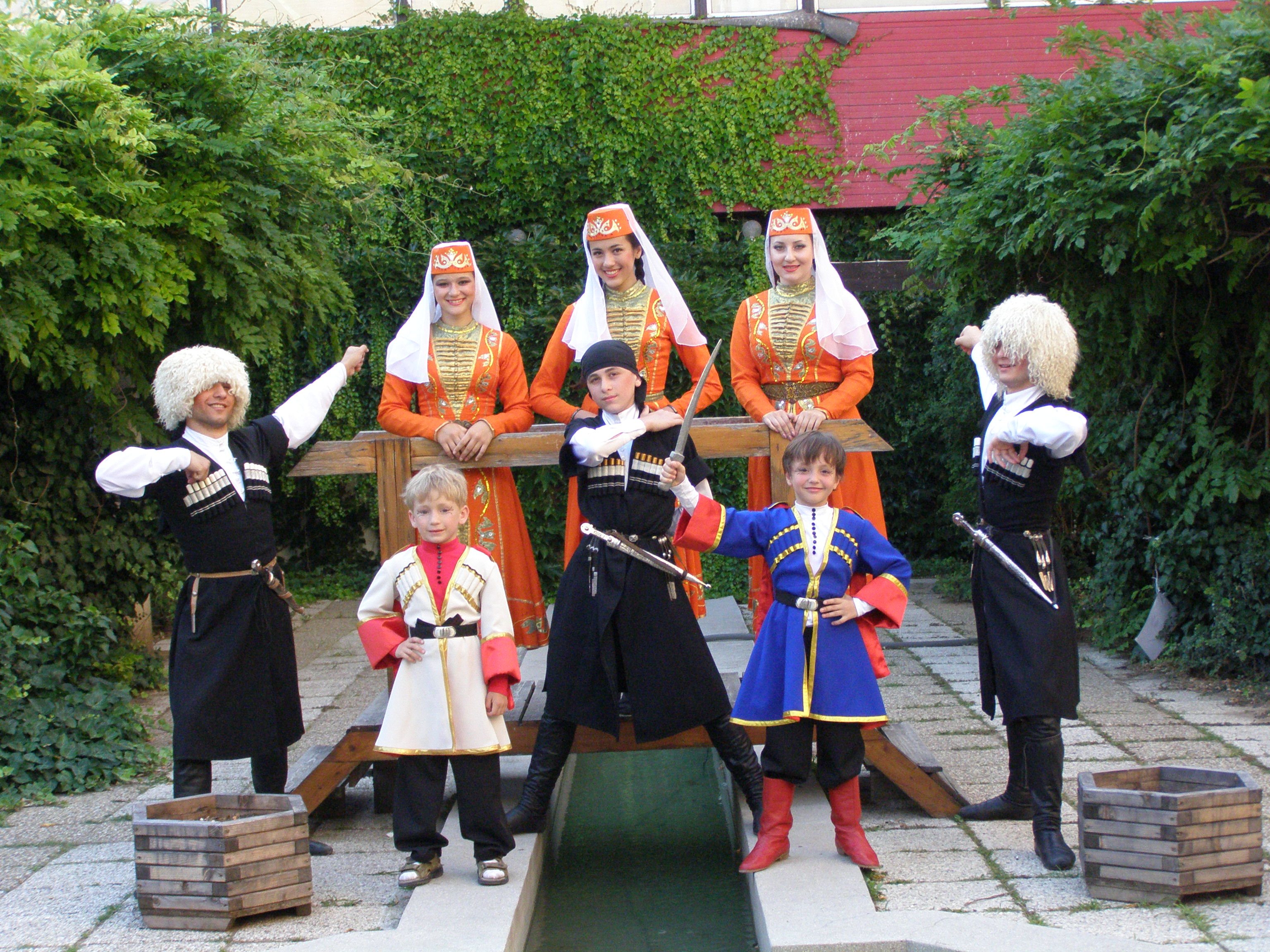
Jeunes Tcherkesses en costume traditionnel.

Lors de la guerre de 1948 (indépendance pour Israël et Nakba pour les Palestiniens), les Tcherkesses s’engagent avec les Druzes dans un bataillon spécifique des forces de défense israéliennes (FDI). Lors de l’opération Hiram où les villages arabes de Galilée sont bombardés et vidés de leurs habitants par les Israéliens, les villages de Kfar Kama et de Reihaniya sont épargnés ; le second accueille même quelques familles palestiniennes dont les descendants sont toujours présents, formant 25 % de la population de ce village.
À la demande des chefs de leur communauté, les hommes sont soumis au service militaire obligatoire dans les forces de défense israéliennes à l’âge de la majorité, mais pas les femmes, à cause de différences culturelles. Ce pacte de sang est conclu en 1958. En cela, ils sont proches des Druzes israéliens. Le pourcentage de Tcherkesses servant dans l’armée est très élevé ; ils s’engagent aussi massivement dans la police israélienne, la police aux frontières ou Magav et l’administration pénitentiaire.
En 1976, la communauté obtient un système éducatif distinct du département des Affaires arabes. Elle dispose donc de son propre système éducatif, qui assure la transmission de la culture tcherkesse aux jeunes générations. En 2011, une loi de la Knesset alloue 680 millions de shekels à l’éducation, le développement touristique et des infrastructures dans les villages tcherkesses et druzes,. Le Bureau général de supervision pour l’enseignement de la musique dispose de superviseurs et de coordinateurs pour les secteurs spécifiques dont les Tcherkesses.

## Répartition géographique

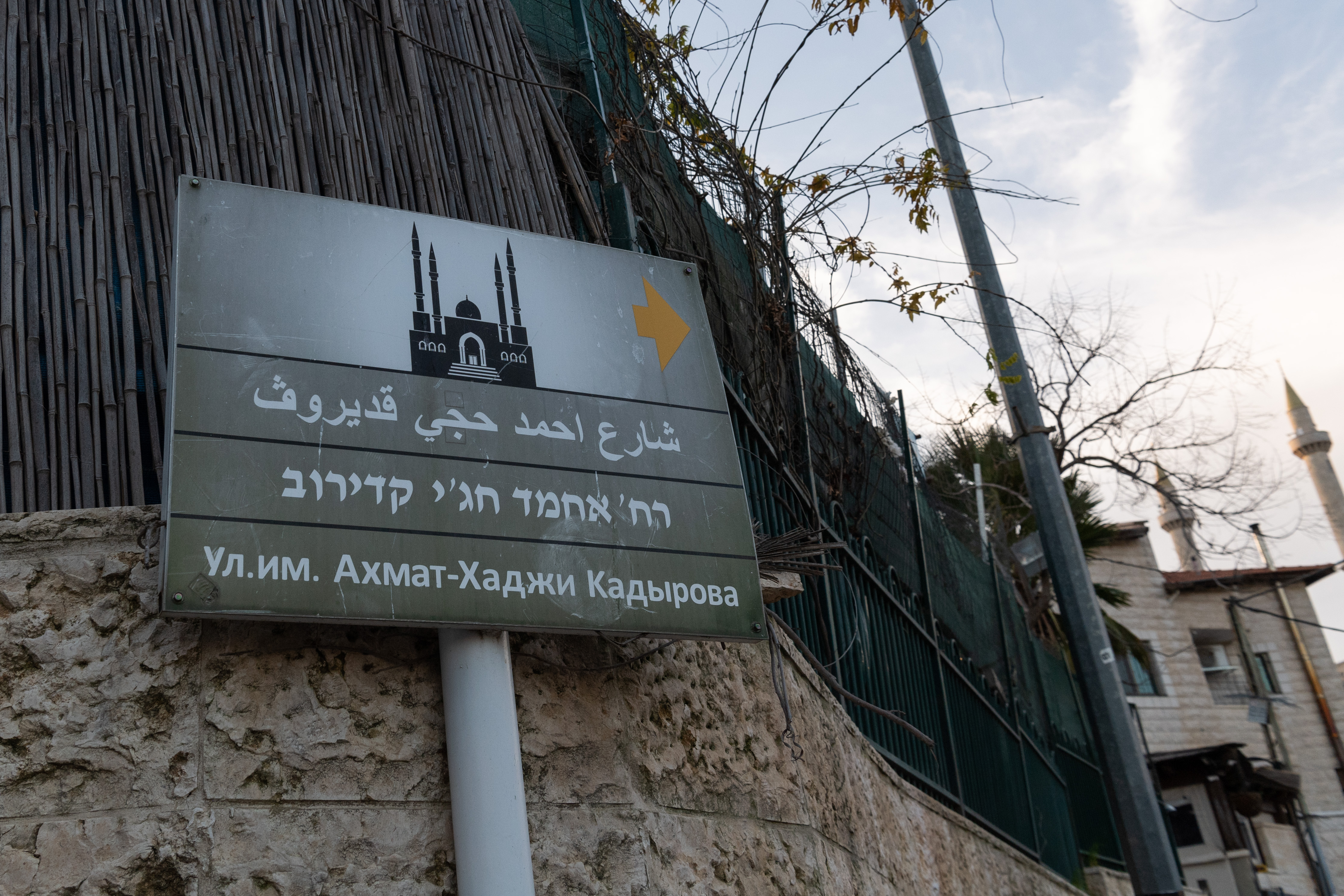
Plaque de rue trilingue (arabe, hébreu et tcherkesse à Abou Gosh.

La communauté tcherkesse d’Israël est concentrée dans deux villages, Kfar Kama (environ 3 000 habitants) et Reihaniya (environ 1 000). En contraste avec les communautés tcherkesses du Moyen Orient, qui ont perdu beaucoup de leurs traditions, les Tcherkesses d’Israël ont préservé leur culture. Plus de 90% des Tcherkesses retournent à leur village après le service militaire. Malgré la difficulté de trouver un conjoint dans une communauté de 4000 personnes, la plupart des mariages se font au sein de la communauté. Quelques Arabes palestiniens se sont installés à Kfar Kama et se sont rapidement très bien intégrés. Le mariage hors de la communauté est vu comme tabou. À Reihaniya, une petite communauté palestinienne issue du nettoyage ethnique des villages arabes en 1948, est présente, ce qui rend les mariages hors de la communauté plus acceptables dans ce village,. La fermeture des frontières avec les pays arabes, avec lesquels les Tcherkesses de Palestine entretenaient des liens notamment matrimoniaux, a confiné davantage la communauté sur elle-même pendant plusieurs décennies. L’ouverture des frontières avec la Jordanie dans les années 1990 a permis à quelques femmes de Kfar Kama d’aller chercher leurs maris dans la communauté tcherkesse de Jordanie. Trois mariages ont aussi eu lieu avec des Tcherkesses de Syrie.
La plupart des Tcherkesses de Kfar Kama sont de la tribu Chapsough, ceux de Reihaniya sont la plupart Abzakhs.
Enfin, des habitants d’Abou Gosh, près de Jérusalem, se revendiquent d’origines tcherkesses ; ils ne parlent pas tcherkesse, et on retrouve peu d’éléments de la culture tcherkesse chez eux, à part quelques noms de famille. Il peut s’agir de Tcherkesses installés depuis plusieurs siècles et palestinisés depuis.

## Démographie

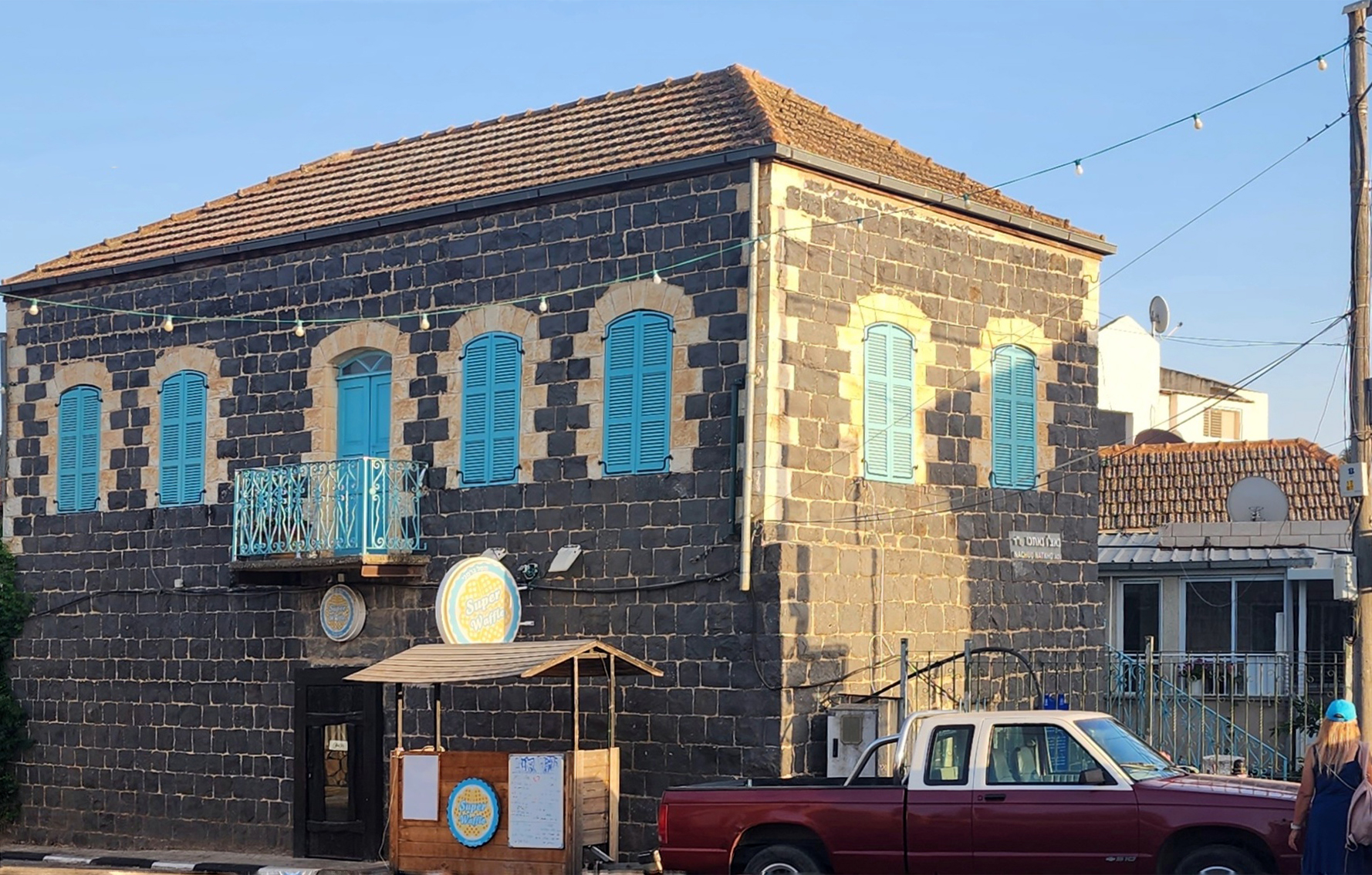
Un bâtiment de Kfar Kama.

Les Tcherkesses vivent en petites familles, avec une moyenne de deux enfants par famille, contre un taux national de 3,73 enfants par couple en Israël.
Ils parlent à la fois l’adyguéen et l’hébreu, et souvent aussi l’arabe et l’anglais, tout en maintenant leur héritage culturel.

### Identité

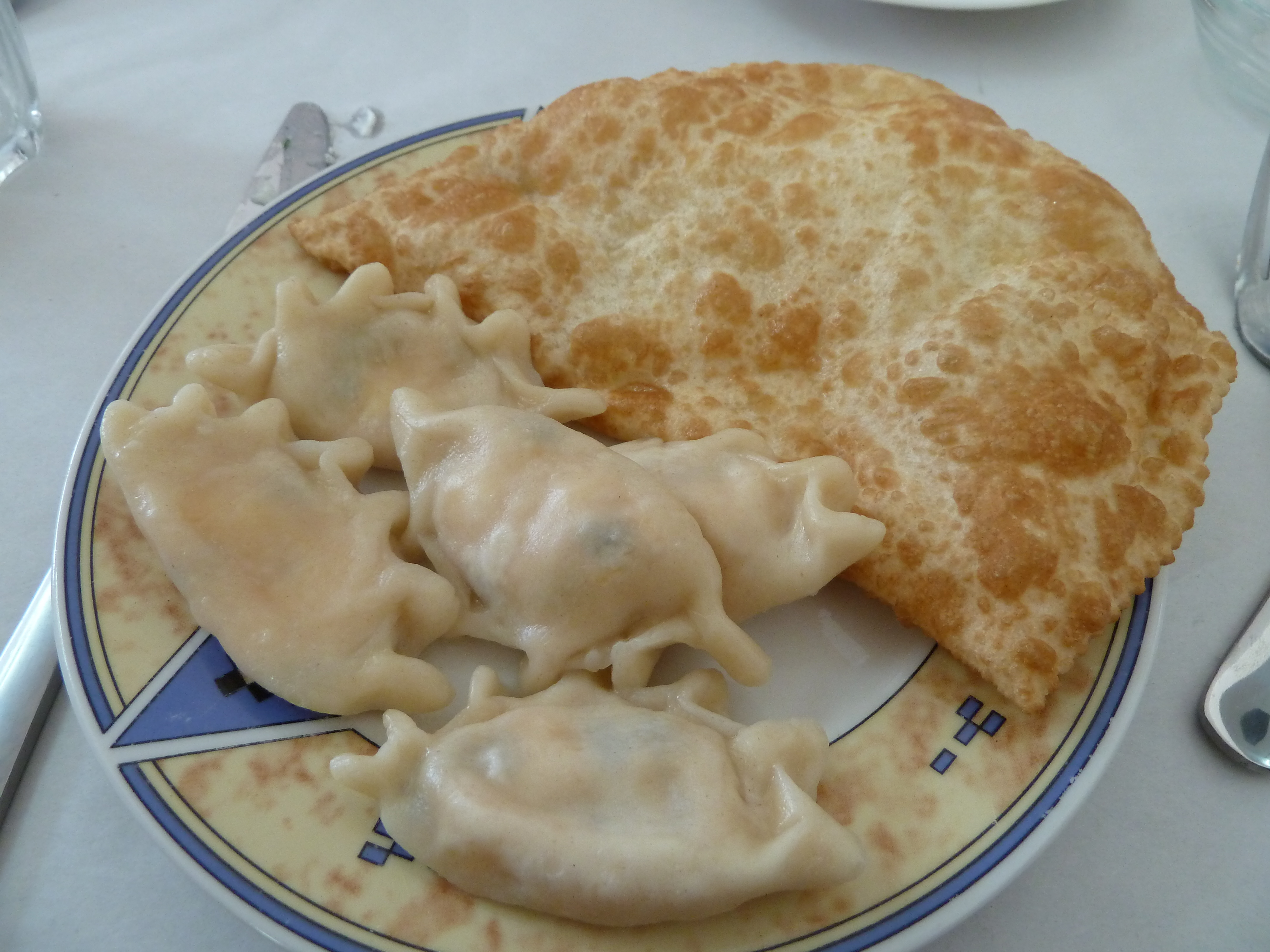
Plats traditionnels tcherkesses : haliva et.

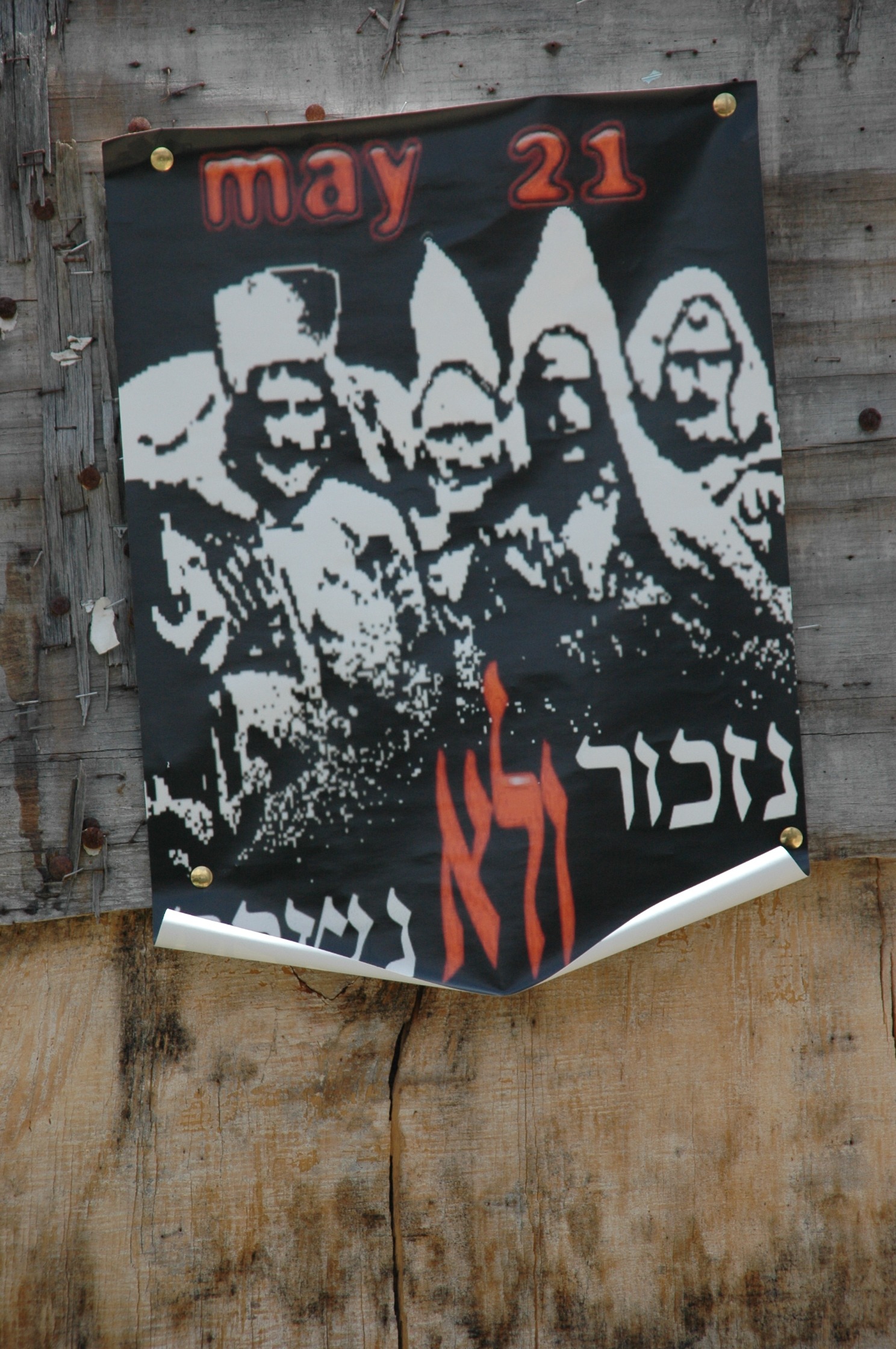
Affiche annonçant la commémoration du génocide tcherkesse, le 21 mai 2009.

Bien que les Tcherkesses soient loyaux envers Israël, qu’ils servent dans son armée et aient une vie prospère en Israël, ayant préservé leur langue et leur culture, pour de nombreux Tcherkesses d’Israël, leur loyauté est tournée d’abord vers leur nation dispersée, avec pour certains un désir de rassembler tous les Tcherkesses dans le même endroit, que ce soit une république autonome en Russie ou leur propre État. Influencés par le mouvement global du nationalisme tcherkesse, quelques Tcherkesses sont allés s’établir dans le Nord-Caucase, malgré la situation politique. Quelques uns sont revenus, refroidis par le niveau de vie peu élevé, quelques uns sont restés.
Le drapeau tcherkesse flotte sur la mairie de Kfar Kama, avec les drapeaux israélien et celui du conseil local.
Le code moral traditionnel tcherkesse, l’Adygha Xhabza, reste fort et même supérieur à la loi coranique,. Ce code de conduite et d’éthique personnelle insiste sur le respect et l’obéissance aux aînés, la maîtrise de soi et la contenance en toutes circonstances, la valorisation de la force et le rejet des faiblesses, la loyauté au groupe et la solidarité envers la communauté. Si les rapports genrés sont présentés comme égalitaires, ce n’est pas tout à fait le cas selon les normes occidentales. Enfin, l’hospitalité est un impératif absolu : « on offre tout à un étranger, sauf sa femme, son sabre, et son cheval ». Les codes régissant l’hospitalité sont extrêmement détaillés, on différencie ainsi l’étranger-invité selon son genre, son origine (du village ou non), son rang, la durée de son séjour (de quelques instants à quelques mois), les liens de parenté éventuels, et même si c’est un ennemi de la maison qui reçoit ou non (et si c’est un ennemi, il est quand même reçu). À chacun de ces invités correspond un terme spécifique. D’autres valeurs faisant partie de ce code sont désormais désuètes, comme le droit  de vengeance (le kanly), qui n’est plus que l’objet de contes. L’islam sert à la communauté à se différencier des villages alentour. Au début des années 2000, Bren Cham note que les valeurs qui fondent l’identité tcherkesse israélienne sont menacées, par la montée de la composante musulmane de cette identité et par le déclin de la composante guerrière de cette même identité. Elle se manifeste par exemple par la consommation croissante d’alcool chez les jeunes qui reste discrète et niée.
L’affaire Nafsu a aussi été un révélateur pour les Tcherkesses, minant le sentiment de confiance dans l’État israélien : il s’agit du cas d’un capitaine tcherkesse, qui refuse la proposition de collaboration faite par le Fatah à la frontière libanaise en 1978. Il est néanmoins torturé par les Israéliens et condamné à 18 ans de prison. Ces accusations de trahison révoltent les Tcherkesses qui prennent conscience de la fragilité de leur situation, malgré la réhabilitation de cet officier en 1987 par la cour suprême d'Israël. L’armée offre de moins en moins d’attraits pour les jeunes tcherkesses ; elle ne provoque aucune fierté chez les mères. Ce service dû est vu comme une obligation à cause des discriminations dans la société israélienne. Le service est toujours fait par les Tcherkesses, mais par obligation et il ne permet pas d’éviter les discriminations à l’embauche. Quelques cas de désertion ont été relevés chez les jeunes effectuant leur service militaire.
La composante guerrière de l’identité tcherkesse reste importante : tous les maires de Kfar Kama et tous les chefs de village de Reihaniya ont fait une carrière dans l’armée israélienne. Le service militaire et l’engagement volontaire sont des composantes importantes de l’identité tcherkesse, aussi comme élément de reconnaissance par l’État. Elle est toujours mentionnée dans les supports touristiques ; cette participation fait que les Tcherkesses sont vus comme des musulmans traîtres par les Palestiniens d’Israël et des territoires occupés.
Les mariages sont des évènements importants de la vie sociale : toute la communauté est invitée, et ils ont lieu au stade. On porte des paniers-repas aux malades et aux vieillards qui ne peuvent se déplacer. Ils occupent toute la saison estivale.
La religion musulmane joue un rôle important dans l’identité tcherkesse ; cependant, elle sert à renforcer les liens communautaires, et donc la culture musulmane tcherkesse ne les rapproche pas des doctrines islamiques internationales et de leurs implications politiques. La fidélité au pays où les Tcherkesses se trouvent est un fort élément de leur culture (ainsi, en 1948, 200 Tcherkesses sont morts au combat dans les rangs de l’armée syrienne). La religiosité est plus forte à Kfar Kama (entouré de villages juifs, ce qui renforce le rôle identitaire de la religion) qu’à Reihaniya, où la présence de Palestiniens amoindrit ce rôle. La société est aussi plus libérale à Reihaniya. Enfin, la jurisprudence pratiquée est le hanafisme, une des plus modérées.
Parmi les éléments qui permettent le maintien de cette identité forte, se trouve le journal Adiga magazine, le maintien d’un système éducatif distinct qui permet le maintien de l’usage de la langue malgré les difficultés : les Tcherkesses doivent apprendre quatre langues dans quatre alphabets différents : l’hébreu dans l’alphabet hébreu, l’adyguéen dans l’alphabet cyrillique, l’arabe et son alphabet et l’anglais (obligatoire en Israël dès le primaire) et l’alphabet latin. Cette multiplicité de langues à apprendre fait que les Tcherkesses d’Israël sont les seuls Tcherkesses du Moyen-Orient pour lesquels l’arabe n’est qu’une langue liturgique (la khotba est d’ailleurs dite en adyguéen) ; et s’ils parlent l’adyguéen, ils sont peu à le lire et l’écrire. Les Corans de la bibliothèque de Kfar Kama sont ainsi en hébreu ; l’arabe est plus parlé à Reihaniya, du fait de la présence de Palestiniens. L’arrivée d’Internet a permis d’étoffer les moyens de perpétuer l’identité tcherkesse et les liens avec les Tcherkesses de diaspora et de Russie : les deux villages ont un groupe Facebook ; une webradio, RadioAdiga, diffuse des bulletins d'information dans quatre langues et des prêches en arabe, écoutés dans le monde entier et permet d’exprimer les désaccords au sujet de l’islam ou du service militaire ; les articles de Wikipédia sont lus, et les articles relatifs aux Tcherkesses surveillés. Éléonore Merza (en) relève que la communauté tcherkesse d’Israël, parmi les plus faibles numériquement dans le monde, joue grâce à ces outils un rôle disproportionné dans le monde. Un musée de l’héritage tcherkesse a été installé dans une des grandes maisons anciennes de Kfar Kama, appartenant à la famille commerçante des Shami.
Les danses traditionnelles jouent un rôle important, notamment dans les mariages. Les Tcherkesses d’Israël en pratiquent cinq différentes, dont une où les hommes et les femmes dansent ensemble (mais sans contact physique) et quatre où les deux genres dansent séparemment. Si les plus virtuoses et les jeunes adultes dansent en premier, un temps est laissé à chacun et chacune pour danser devant les autres, sous les yeux de la communauté, même un trisomique : chacun peut et doit avoir sa place.

### Niveau socio-économique
En 2012, 80% des jeunes Tcherkesses avaient fait des études au-delà du lycée, contre 49% en moyenne en Israël.
En 2007, les autorités tcherkesses et druzes d’Israël ont lancé une initiative commune pour développer le tourisme, notamment en créant des chambres d'hôtes dans les villages tcherkesses et druzes pour faire connaître leurs cultures.

### Rapports entre la communauté tcherkesse et la société israélienne

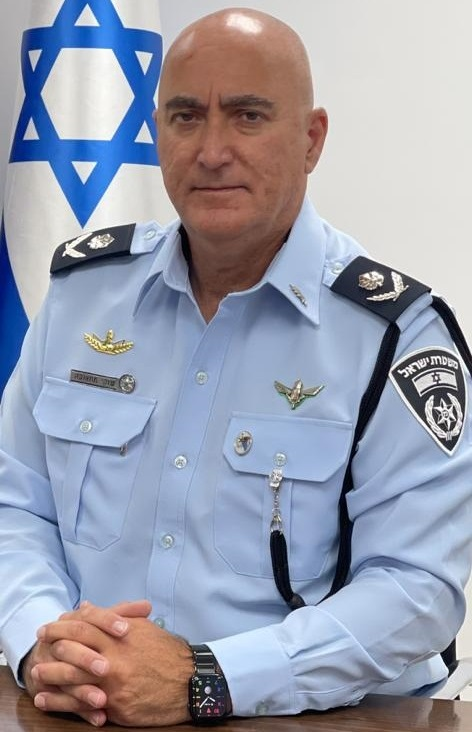
Un officier tcherkesse de la police israélienne.

Les Tcherkesses sont vus comme proches politiquement et idéologiquement de la société israélienne, bien que à sa marge, un renouveau de l’identité musulmane se fait jour, en partie à cause de l’islamophobie de certains secteurs de la société israélienne. Selon Éléonore Merza : « alors que les Tcherkesses d’Israël sont traités différemment des Palestiniens […] ils sont aussi victimes de discriminations ». Selon Shlomo Hasson, d'un côté, il y a une certaine égalité, mais de l’autre, il y a exclusion, inégalités et des discriminations qui se maintiennent. Les Tcherkesses jouissent ainsi  de leurs droits civiques : « Ils ont le droit de vote et sont éligibles » ; cependant, « il y a une inégalité entre les Juifs et les minorités, qui se manifeste dans l’attribution des ressources pour l’éducation, l’administration locale, le taux de chômage et les emplois accessibles, particulièrement dans l’administration ». En 2009, des militants druzes et tcherkesses ont demandé au gouvernement d’Israël d’annuler les expropriations contestées de terres et d’accroître les subventions à la communauté tcherkesse. Selon eux, « les Tcherkesses reçoivent moins que les Arabes ou les ultra-orthodoxes haredim, malgré soixante ans de loyauté ». Le premier ministre, Benyamin Netanyahou a demandé aux Druzes et aux Tcherkesses d’être patients, s’appuyant sur la crise financière mondiale post-2008. En 2011, en réponse aux problèmes soulevés par ces militants druzes et tcherkesses, la Knesset approuve un budget spécial de 680 millions de shekels pour l’éducation, l’emploi, le logement, le tourisme et l’aide à la réinsertion professionnelle pour les anciens soldats druzes et tcherkesses,, votée par le Likoud, le parti Shas et Israel Beytenou.
La politique israélienne veille à ce que les minorités restent vulnérables ; si le maintien des cultures particulières à chaque communauté est encouragé, c’est afin d’entretenir la division. En Israël, selon Éléonore Merza, l’ethnie reste un facteur d’inégalité. Si physiquement, les Tcherkesses ont la peau et les yeux clairs, ce qui leur évite certaines manifestations de discriminations, leur culture musulmane qui se manifeste dans certains prénoms, parfois des vêtements, les expose. La propagande israélienne a soin de toujours mentionner la religion des Tcherkesses, en faisant l’exemple des « bons » musulmans avec lesquels il est possible de vivre. La préservation des caractères de la culture tcherkesse est aussi une conséquence des mécanismes de séparation et de distinction des communautés par la politique israélienne.
Le bureau central des statistiques en Israël classe les personnes selon leur ethnie, en Juifs, Arabes, et autres ; les Tcherkesses se retrouvent dans la catégorie Arabes jusqu’en 1995, puis dans Autres, avec les migrants russes non-reconnus comme juifs, les travailleurs étrangers et les Druzes. Il classe aussi les populations en fonction de leur religion, selon quatre catégories : juifs, musulmans, chrétiens ou druzes. Les Tcherkesses sont le plus souvent rattachés à la catégorie des musulmans, mais parfois à la catégorie druze ; parfois, un groupe spécifique druzo-tcherkesse est créé par commodité, qui est parfois rattaché à un groupe arabes ; les administrations israéliennes ont du mal à distinguer et à présenter correctement les Tcherkesses et leur identité. Les discours officiels peuvent, dans certaines occasions, reconnaître la participation à l’armée des Tcherkesses ou leurs particularismes.
Bien que les Tcherkesses se sentent Israéliens et le revendiquent, ils subissent toujours des discriminations, individuellement et collectivement. En 2001, les conseils municipaux druzes et tcherkesses ont fait grève pour avoir un statut équivalent aux conseils municipaux juifs ; une autre grève a lieu en 2002 pour que les sommes promises au secteur éducatif de ces villages soient versées. En 2003, des mesures d’austérité spécifiques aux villages druzes et tcherkesses sont adoptées par la Knesset. Les compensations pour les bombardements du Hezbollah lors de la guerre de 2006 ne sont pas versées, contrairement aux villages juifs, et les employés de la mairie de Kfar Kama ne sont pas payés pendant huit mois en 2008. La carrière militaire confère des droits et des facilités en Israël, notamment dans la recherche d’emplois : cela ne bénéficie pas aux Tcherkesses, qui n’ont pas les mêmes droits que les anciens soldats juifs. Contrairement aux discours ambiants, l’armée renforce le caractère juif de l’israélité garante d’une bonne intégration, et marginalise encore plus ceux qui ne sont pas juifs ; les Tcherkesses ont ainsi pris conscience qu’Israël ne souhaite pas les intégrer. Même si les Tcherkesses s’expriment peu sur la question palestinienne, en 2009, pour la première fois, des critiques sont émises par des Tcherkesses vis-à-vis de la politique israélienne à propos des massacres commis lors de la guerre de Gaza sur RadioAdiga, en tcherkesse.
Un lobby officiel a existé dans les années 2000-2010 à la Knesset, représentant les intérêts Druzes et Tcherkesses. Le nettoyage ethnique des Tcherkesses a été reconnu officiellement comme génocide par Israël en 2009 ; il est commémoré tous les 21 mai depuis qui est un jour férié.
En juin 2024, au cours de la guerre de Gaza, les Tcherkesses manifestent durant une semaine, conjointement avec les Druzes d’Israël, protestant contre le non-respect du « pacte de sang » et demandant des augmentations des subventions à leurs communautés, un plan de cinq ans et la possibilité de construire de nouvelles maisons.

## Personnalités tcherkesses d’Israël
- Bibras Natkho (né en 1988), footballeur, jouant milieu de terrain pour le club serbe FK Partizan Belgrade depuis août 2019, et capitaine de la sélection nationale. Il s’est retiré le 25 mars 2023.
- Izhak Nash (né en 1989), footballeur qui joue dans le championnat d'Israël de football (première division)
- Nili Natkho (1982–2004), joueuse de basketball du Maccabi Raanana et du club féminin d’Elitzur Ramla
- Yanal Ashmouz (né 1996), combattant d’UFC, quatrième israélien de l’histoire de ce championnat.